# Jody Davis
Jody Richard Davis (Gainesville, Georgia, 12 de noviembre de 1956), más conocido como Jody Davis, es un exjugador profesional estadounidense de béisbol que se desempeñó en la posición de cácher en las Grandes Ligas de Béisbol (MLB). Logró obtener un Guante de Oro.

## Carrera
Davis jugó como profesional ocho temporadas en Chicago Cubs (1981-1988), después pasó a Atlanta Braves, donde jugó tres temporadas (1988-1990), y fue el equipo en el que se retiró.

## Premios
Fue galardonado con el Guante de Oro en una oportunidad (1986).